# Invasores de Marte (película de 1986)
Invasores de Marte (título original: Invaders from Mars) es una película estadounidense de ciencia ficción de 1986 dirigida por Tobe Hooper y protagonizada por Hunter Carson, Karen Black y Louise Fletcher.
La película, remake de la película de culto del mismo nombre dirigida por William Cameron Menzies en 1953, obtuvo una mala recepción comercial y crítica. Consiguió 2 nominaciones en los Premios Gonden Raspberry a peor actriz secundaria (Fletcher) y peores efectos visuales.

## Argumento
David Gardner es un niño que vive con sus padres al borde de un pueblo. Su padre es un científico muy importante de la NASA y él es un aficionado del espacio, lo que les une mucho. Una noche él ve aterrizar una nave espacial detrás de una colina cerca de la casa llamada Cooper Hill, pero nadie le cree. Cuando su padre investiga aun así para él el lugar, él regresa con una misteriosa señal en la nuca y un comportamiento extraño al igual que todos los demás que van desde entonces allí, incluido su madre.
David decide entonces, con la ayuda de la enfermera Linda Magnusson, que también había notado rarezas y a quien él lo contó todo, ir a investigar la colina mientras que son perseguidos por lo que han notado. Allí descubren una horrible verdad, horrendas criaturas provenientes del planeta Marte dirigidas por una mente suprema han aterrizado allí y se han puesto debajo del suelo. Desde allí han estado convirtiendo a seres humanos en criaturas sin voluntad bajo su control con la ayuda de un instrumento que les ponen en la nuca. También descubren que el padre de David está haciendo lo mismo con miembros de la NASA.
Sabiendo que no pueden fiarse de la policía local, porque también han sido puestos bajo su control de la misma manera, David y Linda contactan al General Wilson, jefe de las tropas estadounidenses estacionadas en la NASA y a quien David conoce a través de su padre y viceversa. Una vez habiendo llegado a su despacho ellos le informa de todo. Al principio él es escéptico, pero después de una investigación propia descubre la verdad. También descubre que han venido a la Tierra para robar cobre, que necesitan para su tecnología, y para destruir los esfuerzos de la NASA de explorar Marte, donde la NASA y el general habían empezado a percatar de su existencia en el subsuelo del planeta a través de las sondas Viking que fueron enviadas a Marte, cosa que consiguen a través del padre de David.
Sin embargo el general reacciona, reúne a sus tropas y contraataca con la ayuda de David, que les muestra el lugar de la nave. Pueden vencer a los marcianos tras una cruenta lucha, salvar a sus padres y destruir la nave, lo que destruye también la capacidad de los marcianos de controlar a sus padres. Justo cuando la explosión que destruye la nave iba a llegar a David, David se levanta de su cama. Resulta que era un sueño, pero entonces lo ocurrido empieza a ocurrir en la realidad.

## Reparto
- Hunter Carson - David Gardner
- Karen Black - Linda Magnusson
- Timothy Bottoms - George Gardner
- Laraine Newman - Ellen Gardner
- Louise Fletcher - Sra. McKeltch
- James Karen - General Climet Wilson
- Bud Cort - Mark Weinstein
- Eric Pierpoint - Sargento Mayor Rinaldi
- Christopher Allport - Capitán Curtis

## Producción
Producida por Cannon Pictures los derechos de la película original, que se convirtió en un clásico de culto, fueron comprados por Wade Williams el cual lo vendió a la productora dirigida por Yoram Globus y Menahem Golan por un precio 50 veces mayor. El presupuesto total de la película fue de 7 millones de dólares, uno de los más altos realizados por Cannon. Fueron obtenidos gracias a la popularidad de su director, ya que Tobe Hooper ya se había hecho famoso con películas como The Texas Chain Saw Massacre (1974) o Poltergeist (1982) y firmó un contrato con la compañía para la realización de tres películas: Lifeforce (1985), Invaders from Mars (1986) y The Texas Chainsaw Massacre 2 (1986). Una vez empezado la producción se contrató al equipo responsable de los efectos especiales de La guerra de las galaxias (1977) para los efectos especiales de la película.

## Recepción
La película fue un fracaso tanto comercial como entre la crítica profesional. Por ello, hoy en día, es considerada como la peor de la filmografía de Tobe Hopper.
En IMDb obtiene una valoración de 5,5 sobre 10 con 9.276 valoraciones. En FilmAffinity con 1.596 votos obtiene una puntuación media de 4,7 sobre 10. En el agregador de críticas Rotten Tomatoes obtiene la calificación de "fresco" para el 38% de las 16 críticas profesionales y para el 33% de las más de 2.500 valoraciones realizadas por los usuarios del portal.